# Вовчки (Молодечненський район)
Вовчки (біл. вёска Ваўчкі) — село в складі Молодечненського району Мінської області, Білорусь. Село підпорядковане Холхлівській сільській раді, розташоване в західній частині області.

## Історія
У 1921–1945 роках село знаходилось у Польщі, у Вільнюськім воєводстві, Вілейського повіту, з 1927 року Молодечненського повіту, гміні Гарадок.

## Населення
- 1866 рік — 85 людини, 9 будинки[1]
- 1921 рік — 150 людини, 28 будинків[2].
- 1931 рік — 153 людини, 30 будинків[3].